# كينيث بومان واتسون
كينيث بومان واتسون هو طيار بطل كندي، ولد في 5 يونيو 1897 في هاميلتون في كندا، وتوفي في 5 مارس 1960.